# Remy de Gourmont

Remy de Gourmont (La Motte en Bazoches-au-Houlme, cerca de Argentan, Orne, 4 de abril de 1858 - París, 27 de septiembre de 1915) fue un novelista, periodista, crítico de arte y traductor francés. Cercano al movimiento simbolista, ejerció una notable influencia en las primeras obras de Blaise Cendrars.

## Biografía
Remy de Gourmont procede de una antigua familia originaria de Cotentin, de la que una rama se estableció en París en el siglo XVI para fundar una editorial que publicó en su momento libros, pero sobre todo estampas y grabados. Es hijo del conde Auguste-Marie de Gourmont y de la condesa, cuyo nombre de soltera era Mathilde de Montfort.
En 1866, la familia se establece en la propiedad de Mesnil-Villeman, cerca de Villedieu-les-Poêles (Manche). Rémy de Gourmont estudia como interno en el liceo de Coutances entre 1868 y 1876. Es un alumno excelente, a pesar de que sus profesores opinan que tiene demasiada imaginación. En 1876 se traslada a Caen, e inicia estudios de Derecho. Tras licenciarse en esta especialidad en 1879, se traslada a París.
En noviembre de 1881, consigue un trabajo de encargado en la Biblioteca Nacional de Francia. Empieza a colaborar en periódicos católicos como Le Monde o Le Contemporain. Entre 1882 y 1886, publica distintas obras de vulgarización histórica, pero su auténtico inicio literario se produce con una novela, Merlette (1886), cuya acción se sitúa en los escenarios de su infancia, entre Villedieu y Avranches. La obra es recibida en medio de la indiferencia.
Ese mismo año 1886, Rémy de Gourmont, que hasta ese momento se había interesado fundamentalmente por la historia y la literatura antiguas, descubre las nuevas investigaciones estéticas de su época por medio de la revista La Vogue de Gustave Kahn. También conoce a Berthe de Courrière, modelo y heredera universal del escultor Auguste Clésinger. Esta encargará al joven escritor un estudio acerca de la obra de Clésinger y pasará pronto a ser su amante. Berthe le inspirará apasionadas cartas de amor, cartas que redactará durante el año 1887 y que se publicarán póstumamente con el título de Cartas a Sixtina (1921). Se traslada a vivir a casa de Berthe, en la que residirá hasta su muerte.
Berthe Courrière dedicará toda su vida a Rémy de Gourmont. Es la inspiradora de su novela Sixtina (1890), que está perfectamente de acuerdo con la múltiple sensibilidad de su época, y que dedicará a Villiers de l'Isle-Adam, al que había conocido en la Biblioteca Nacional y del que se hace amigo. En esa misma época se relaciona con Joris-Karl Huysmans, al que dedicará Latín místico (1892) y que se inspirará en Berthe Courrière para su novela Allá. También asiste con frecuencia a los lunes de Stéphane Mallarmé.
En 1889, Rémy de Gourmont es, junto a Alfred Vallette, Louis Dumur, Ernest Raynaud, Jules Renard, uno de los fundadores del Mercure de France, en el que colaborará durante 25 años. Esta colaboración marcará profundamente la personalidad de la revista, a la que quedará unida siempre el nombre de Gourmont. En abril de 1891, publica allí un artículo titulado "La chuchería patriótica" (Le Joujou Patriotisme) en el que afirma que las profundas afinidades artísticas y culturales entre Francia y Alemania deberían conducir a un acercamiento entre ambos países y se ven obstaculizadas por las pasiones nacionalistas. El tono despectivo del artículo, más sin duda que su propio contenido, levanta una polémica por la cual es despedido de su puesto en la Biblioteca Nacional y se le cierran las columnas de la mayor parte de los medios de prensa de mayor difusión, pese a los esfuerzos de su defensor Octave Mirbeau, quién consigue finalmente que le acepten en el Journal.
Sobre esta misma época, Gourmont se ve afectado por un tipo de lupus cuyo progreso solo puede frenarse por medio de cauterizaciones en extremo dolorosas, que lo desfiguran y dan a su semblante un aspecto repulsivo. Muy afectado, se encierra en su propia casa y, cuando se decide a salir, es solo para pasar por los despachos del Mercure y una vez al año para pasar unas semanas de vacaciones en Coutances. Desde ese momento para él ya no existen más que el trabajo y los libros. Publica casi de modo exclusivo en el Mercure de France una obra amplia y abundante, compuesta de novelas, obras de teatro, libros de poesía y fundamentalmente ensayos que demuestran su profunda erudición.
En 1910 conoce a Natalie Clifford Barney. Esta le inspira una viva pasión que se puede apreciar en las Cartas a la amazona, que se publican en 1914. Con ella acepta salir de nuevo e incluso realiza un corto viaje a Normandía. Pero la ataxia del aparato locomotor que le afectaba desde varios años antes deteriora su salud. La I Guerra Mundial le hace caer en un profundo desánimo, la mayor parte de sus amigos parten hacia el Frente y el Mercure debe cerrar durante un año. Su enfermedad se agrava, cada vez tiene más dificultades para caminar. Aún publicará algunos artículos en periódicos como La France y La Dépêche de Toulouse. 
Muere a causa de un colapso cerebral el 27 de septiembre de 1915 y se le entierra en el cementerio de Père-Lachaise en la tumba de Clésinger. Berthe Courrière heredará todos los manuscritos y la biblioteca del escritor, que cede al hermano de éste, Jean de Gourmont, al morir ella antes de que pase un año. Este se dedicará durante cerca de diez años a publicar textos inéditos.
Según Gustave Lanson y Pierre Tuffrau, "Gourmont era un espíritu vasto, lúcido, curioso de todo y desengañado de todo, exceptuando quizás el arte y las voluptuosidades inmediatas de la vida. Había explorado las ciencias y las filosofías, disociando al paso las verdades admitidas, sin llegar a descubrir una certeza digna de que se le sacrificara el goce de los instintos y el culto de la belleza. Era antirreligioso, antirracionalista, amoralista, escéptico, anarquista, en una palabra, y buscaba en su temperamento voluptuoso, sensual y artista la ley de sus curiosidades —si es verdad, como hizo notar su hermano, que «nada penetró en su inteligencia sin antes ser acariciado por su sensibilidad»— y le interesaban más los problemas que las soluciones".

## Obra

### Poesía
- 1894 - Jeroglíficos
- 1900 - Oraciones malas
- 1913 - Divertimentos

### Novelas
- 1886 - Merlette
- 1890 - Sixtina, novela de la vida cerebral
- 1895 - Focas, con 3 dibujos de Remy de Gourmont
- 1896 - El peregrino del silencio, relatos
- 1906 - Una noche en Luxemburgo
- 1907 - Un corazón virginal
- 2006 - El desarraigo (escrita en 1899)
- 2008 - Colores con imágenes de Odilon Redon (Barataria, 2008)

### Relatos
- 1894 - Prosas Morosas, cuentos. ("Relatos sombríos. Historias mágicas". Valencia: El Nadir, 2009)

### Teatro
- 1892 - Lilith
- 1893 - Teodato

### Ensayos
- La culture des idées, "La cultura de las ideas", (1901)
- Le chemin de velours, "El camino de terciopelo", (1902)
- Le problème du style, "El problema del estilo", (1902)
- Promenades littéraires, "Paseos literarios", (1904-1923)
- Promenades philosophiques, "Paseos filosóficos", (1905-1909)
- Esthétique de la langue française, "Estética de la lengua francesa", (1899)
- Épisodes, "Episodios", (1895-1910)

### Artículos de prensa, crítica literaria y otras
- Un volcán en erupción
- Una ciudad resucitada
- Bertrand du Guesclin
- Tempestades y naufragios
- Los últimos días de Pompeya
- En globo
- Los franceses en el Canadá y en Acadia, los canadienses de Francia
- 1891 - "La chuchería patriótica"
- 1892 - El latín místico
- 1896 - El libro de las máscaras. (Testimonio de primer orden acerca de los escritores del movimiento simbolista
- 1903 - Física del amor
- 1913 
  - La pequeña ciudad
  - Cartas de un sátiro
- 1914 - Cartas a la Amazona
- Estética de la lengua francesa
- 1927 - Cartas íntimas a la amazona

### Traducciones
- Traducción de La gloria de don Ramiro: una vida en tiempos de Felipe Segundo, de Enrique Larreta.